# Climat continental humide
| - Dsa - Dsb |  | - Dwa - Dwb |  | - Dfa - Dfb |

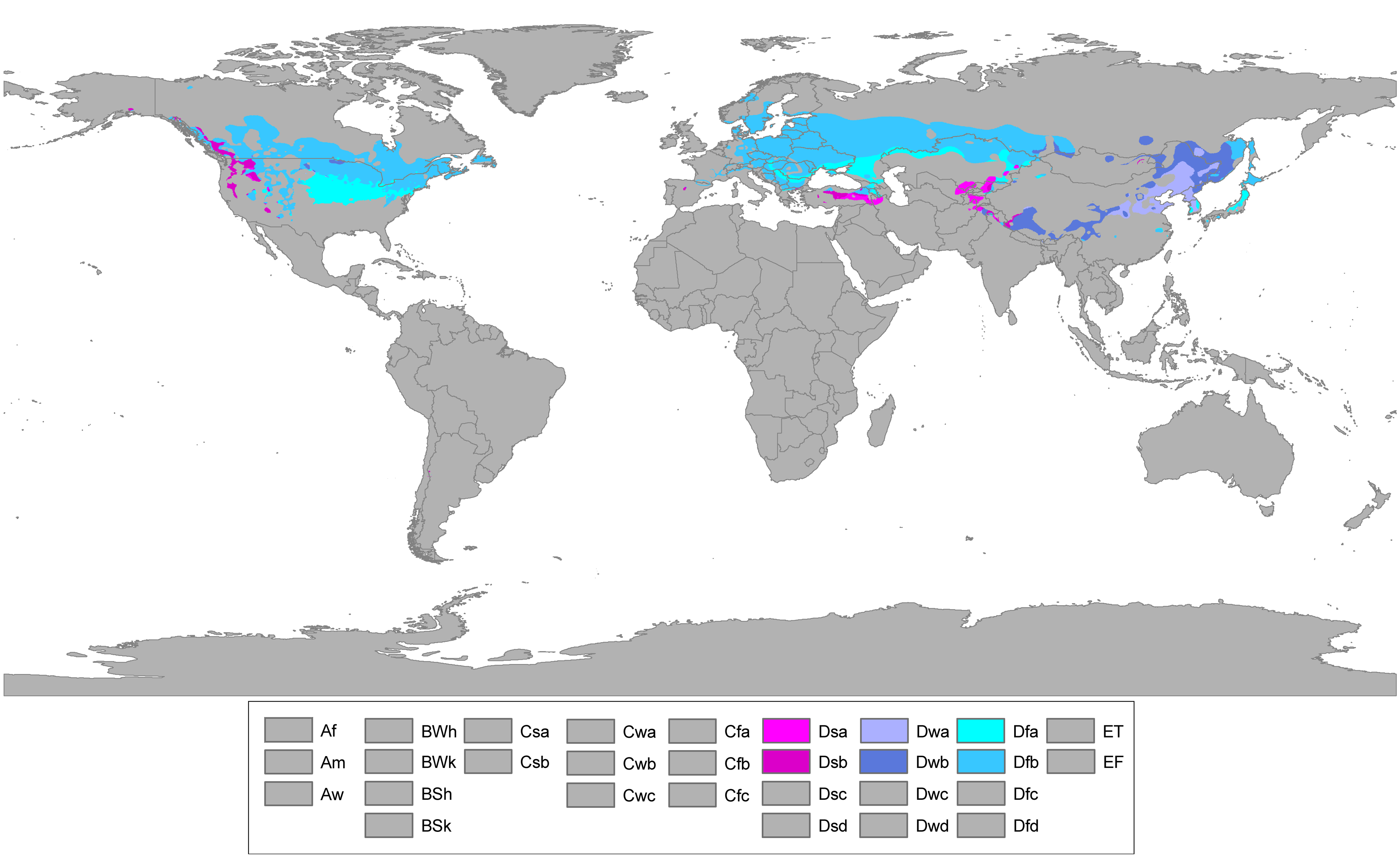
Climat continental humide, Classification de Köppen

Le climat continental humide est un type de climat que l'on trouve dans plusieurs régions des zones tempérées situées à des latitudes moyennes où des conflits entre les masses d'air polaire et tropical peuvent se produire.
Ce type de climat est marqué par de gros écarts saisonniers de température. Cette variation entre le mois chaud et le mois froid de l'année est d'autant plus importante que la zone est éloignée des océans qui jouent un rôle d'inertie.

## Climat
Selon la classification de Köppen, le climat continental humide peut se décomposer en deux catégories. Il s'agit des catégories Dfa et Dfb. La température moyenne de ces deux catégories est supérieure à 10 °C pendant au moins quatre mois et inférieure à −3 °C (ou 0 °C selon la définition choisie) pendant le mois le plus froid. Les deux catégories n'ont pas de périodes sèches et ont des précipitations tout au long de l'année.

### Le climat Dfa
Ce climat n'est présent que dans l'hémisphère Nord. Pour être de catégorie Dfa, la région doit avoir des températures moyennes supérieures à 22 °C pour le mois le plus chaud (généralement juillet et parfois août), alors que les températures moyennes du mois le plus froid doivent être inférieures à −3 °C (ou 0 °C).
| Mois                              | jan. | fév. | mars | avril | mai   | juin  | jui. | août  | sep. | oct. | nov. | déc. | année |
| --------------------------------- | ---- | ---- | ---- | ----- | ----- | ----- | ---- | ----- | ---- | ---- | ---- | ---- | ----- |
| Température minimale moyenne (°C) | −7,5 | −5,4 | −0,4 | 5,2   | 10,7  | 16,3  | 19,4 | 18,7  | 14,2 | 7,5  | 1,5  | −5,2 | 6,2   |
| Température moyenne (°C)          | −3,7 | −1,5 | 4,1  | 10,3  | 16,2  | 21,7  | 24,3 | 23,4  | 19,3 | 12,4 | 5,5  | −1,5 | 10,9  |
| Température maximale moyenne (°C) | 0,1  | 2,5  | 8,7  | 15,6  | 21,6  | 27    | 29,3 | 28,1  | 24,3 | 17,3 | 9,5  | 2,1  | 15,5  |
| Précipitations (mm)               | 52,1 | 49   | 69,3 | 92,2  | 104,6 | 103,1 | 102  | 101,3 | 97   | 82   | 87   | 65,2 | 992   |

| Mois                              | jan.  | fév.  | mars | avril | mai  | juin | jui. | août | sep. | oct. | nov. | déc.  |
| --------------------------------- | ----- | ----- | ---- | ----- | ---- | ---- | ---- | ---- | ---- | ---- | ---- | ----- |
| Température minimale moyenne (°C) | −14,7 | −12,9 | −6,7 | 0,6   | 7,7  | 12,7 | 15,6 | 14,3 | 9,4  | 3,4  | −2,1 | −10,4 |
| Température moyenne (°C)          | −10,2 | −8,4  | −2,3 | 5,7   | 13,4 | 18,2 | 20,9 | 19,6 | 14,6 | 8,1  | 1,6  | −6,3  |
| Température maximale moyenne (°C) | −5,7  | −3,9  | 2,2  | 10,7  | 19   | 23,6 | 26,2 | 24,8 | 19,7 | 12,7 | 5,3  | −2,2  |
| Précipitations (mm)               | 78,3  | 61,5  | 73,6 | 78    | 76,3 | 83,1 | 91,3 | 92,7 | 92,6 | 77,8 | 92,6 | 81,3  |

Ce type de climat se rencontre en Amérique du Nord comme dans l'Est et le Midwest des États-Unis ainsi qu'au sud du Québec et de l'Ontario au Canada . Ce climat est ainsi par exemple présent dans les villes de Chicago, Cleveland, Détroit, Indianapolis, Kansas City, Niagara Falls, Toronto et Montréal.
Le climat est également présent au sud de l'Ukraine près de la mer Noire, au Sud de la Russie et de la Moldavie et à l'Est de la Roumanie. On le trouve également dans le Nord du Japon, principalement sur l'île d'Hokkaidō.

### Le climat Dfb
Le climat Dfb est situé au nord du climat Dfa et est également plus froid. Pour être de catégorie Dfb, la région doit avoir des températures moyennes inférieures à 22 °C pour le mois le plus chaud (généralement juillet et parfois août) et les quatre mois de l'année les plus chauds doivent avoir des températures moyennes supérieures à 10 °C. De plus, la température moyenne du mois le plus froid doit être inférieure à −3 °C (ou 0 °C).
On trouve ce climat au nord et au nord-est des États-Unis, dans l'est du Canada, au sud du Québec (sauf Montréal), en Ontario sauf dans l'extrême sud, au sud du Manitoba, au sud-est de la Saskatchewan, au centre de l'Alberta et dans les plateaux montagneux du Colorado et du Nouveau-Mexique. On y trouve les villes de Kingston, Calgary, Québec, Saguenay, Sherbrooke, Ottawa, Sault Ste. Marie, Thunder Bay et Winnipeg au Canada, ainsi que les villes de Portland, Boston, Providence, Albany, Minneapolis et Milwaukee aux États-Unis.
On le retrouve également au sud de la Scandinavie, dans les pays baltes, à l'est de l'Allemagne, en Autriche et en Hongrie, en Pologne, Ukraine, Biélorussie, Russie, nord du Japon, dans les régions montagneuses des Alpes dinariques, des Alpes françaises, italiennes et suisses et dans les Pyrénées en Espagne et en France.
Ce climat est aussi présent localement dans l'hémisphère sud dans des régions montagneuses de Nouvelle-Zélande, du Chili et d'Argentine.
Plus au nord, ce climat devient un climat subarctique de type Köppen : Dfc, Dwc.